# Megachile limata
Megachile limata är en biart som beskrevs av Joseph Vachal 1908. Megachile limata ingår i släktet tapetserarbin, och familjen buksamlarbin. Inga underarter finns listade i Catalogue of Life.